# Ally McBeal
Ally McBeal er en amerikansk tv-serie, der foregår i et sagførermiljø. Serien blev oprindelig sendt på Fox TV fra 8. september 1997 til 20. maj 2002. Serien er skabt af David E. Kelley og har Calista Flockhart i hovedrollen som advokat i det fiktive Boston-advokatfirma Cage and Fish. Serien beskriver hende og hendes kollegaer, hvis hverdags- og kærlighedsliv er excentriske, humoristiske og dramatiske. Serien fik både stor publikum- og kritikeranerkendelse i sine første sæsoner og vandt en Golden Globe Award for "Best Television Series - Musical or Comedy" i 1998 og 1999 samt en Emmy Award for "Outstanding Comedy Series" i 1999. Fra august 2022 er en genoplivning under udvikling på ABC.
Serien blev vist i dansk TV fra 1998.

## Musik
Musik spillede en stor rolle i serien, hvor sangeren Vonda Shepard fik sit gennembrud, da hun optrådte fast i alle seriens 112 afsnit som sanger i den bar, som Ally og hendes kollegaer besøgte efter arbejde.

## Feministisk kritik
Ally McBeal blev kritiseret af nogle TV-kritikere og feminister, som mente, at figuren Ally gengav et dårligt billede af karrierekvinder, blandt andet på grund af Allys angivelige følelsesmæssige umodenhed. Det måske mest kendte udtryk for den debat om erhvervskvinder, som programmet skabte, var forsidebilledet på Time Magazine den 29. juni 1998, der viste McBeal overfor tre berømte amerikanske kvindesagskvinder (Susan B. Anthony, Betty Friedan og Gloria Steinem) med teksten Is Feminism Dead? ("Er feminismen død?").
I afsnit 12 i seriens anden sæson fortæller Ally sin kollega John Cage om en drøm, hun har haft: "Ved du hvad, jeg drømte, at de satte mit portrætbillede på forsiden af Time som "kvindesagens ansigt".

## En mulig genoplivning
I marts 2021 blev det oplyst, at en revival som serie var under udvikling af 20th Television, muligvis med deltagelse af Flockhart.
I august 2022 blev det rapporteret, at ABC var ved at udvikle en opfølgende tv-serie med Karin Gist som producer.